# بژوزوو (استان لوبوسکی)
بژوزوو (استان لوبوسکی) (به لهستانی: Brzozów}} یک روستا در لهستان است که در گمینا گوبین واقع شده‌است.